# Australie-Irlande en rugby à XV
Cet article présente l'historique des confrontations entre l'équipe d'Australie et l'équipe d'Irlande en rugby à XV. Les deux équipes se sont affrontées à trente-six reprises, dont cinq fois en Coupe du monde. Les Australiens ont remporté vingt-deux rencontres contre treize pour les Irlandais et un match nul.

## Historique
- De 1958 à 1968 l'Irlande aligne 4 victoires consécutives. Fin 1979, l'Irlande compte 6 victoires pour 3 défaites.
- L'Australie est restée invaincue de 1980 à 2000 pendant onze rencontres consécutives.
- De 2000 à 2006, l'Australie a remporté 4 victoires sur 6 rencontres.
- Sur 7 éditions de la Coupe du monde de rugby, l'Australie et l'Irlande se sont affrontés à 5 reprises et les Australiens ont gagné 4 fois.

## Tableau des confrontations
Voici la liste des confrontations entre ces deux équipes :
| No | Date              | Lieu                                  | Match               | Score   | Compétition                      |
| -- | ----------------- | ------------------------------------- | ------------------- | ------- | -------------------------------- |
| 1  | 12 novembre 1927  | Irlande                               | Irlande – Australie | 3 – 5   | Test                             |
| 2  | 6 décembre 1947   | Irlande                               | Irlande – Australie | 3 – 16  | Test                             |
| 3  | 18 janvier 1958   | Irlande                               | Irlande – Australie | 9 – 6   | Test                             |
| 4  | 21 janvier 1967   | Irlande                               | Irlande – Australie | 15 – 8  | Test                             |
| 5  | 13 mai 1967       | Australie                             | Australie – Irlande | 5 – 11  | Test                             |
| 6  | 26 octobre 1968   | Irlande                               | Irlande – Australie | 10 – 3  | Test                             |
| 7  | 17 janvier 1976   | Irlande                               | Irlande – Australie | 10 – 20 | Test                             |
| 8  | 3 juin 1979       | Lang Park, Brisbane Australie         | Australie – Irlande | 12 – 27 | Test                             |
| 9  | 16 juin 1979      | Sydney Australie                      | Australie – Irlande | 3 – 9   | Test                             |
| 10 | 21 novembre 1981  | Lansdowne Road, Dublin Irlande        | Irlande – Australie | 12 – 16 | Test                             |
| 11 | 10 novembre 1984  | Lansdowne Road, Dublin Irlande        | Irlande – Australie | 9 – 16  | Test                             |
| 12 | 7 juin 1987       | Concord Oval, Sydney Australie        | Australie – Irlande | 33 – 15 | Coupe du monde (quart de finale) |
| 13 | 20 octobre 1991   | Lansdowne Road, Dublin Irlande        | Irlande – Australie | 18 – 19 | Coupe du monde (quart de finale) |
| 14 | 31 octobre 1992   | Lansdowne Road, Dublin Irlande        | Irlande – Australie | 17 – 42 | Test                             |
| 15 | 5 juin 1994       | Lang Park, Brisbane Australie         | Australie – Irlande | 33 – 13 | Test                             |
| 16 | 11 juin 1994      | Sydney Australie                      | Australie – Irlande | 32 – 18 | Test                             |
| 17 | 23 novembre 1996  | Lansdowne Road, Dublin Irlande        | Irlande – Australie | 12 – 22 | Test                             |
| 18 | 12 juin 1999      | Lang Park, Brisbane Australie         | Australie – Irlande | 46 – 10 | Test                             |
| 19 | 19 juin 1999      | Subiaco Oval, Perth Australie         | Australie – Irlande | 32 – 26 | Test                             |
| 20 | 10 octobre 1999   | Lansdowne Road, Dublin Irlande        | Irlande – Australie | 3 – 23  | Coupe du monde (poule E)         |
| 21 | 9 novembre 2002   | Lansdowne Road, Dublin Irlande        | Irlande – Australie | 18 – 9  | Test                             |
| 22 | 7 juin 2003       | Subiaco Oval, Perth Australie         | Australie – Irlande | 45 – 16 | Test                             |
| 23 | 1er novembre 2003 | Colonial Stadium, Melbourne Australie | Australie – Irlande | 17 – 16 | Coupe du monde (poule A)         |
| 24 | 19 novembre 2005  | Lansdowne Road, Dublin Irlande        | Irlande – Australie | 14 – 30 | Test                             |
| 25 | 24 juin 2006      | Subiaco Oval, Perth Australie         | Australie – Irlande | 37 – 15 | Test                             |
| 26 | 19 novembre 2006  | Lansdowne Road, Dublin Irlande        | Irlande – Australie | 21 – 6  | Test                             |
| 27 | 14 juin 2008      | Telstra Stadium, Sydney Australie     | Australie – Irlande | 18 – 12 | Test                             |
| 28 | 15 novembre 2009  | Croke Park, Dublin Irlande            | Irlande – Australie | 20 – 20 | Test                             |
| 29 | 26 juin 2010      | Suncorp Stadium, Brisbane Australie   | Australie – Irlande | 22 – 15 | Test                             |
| 30 | 17 septembre 2011 | Eden Park, Auckland Nouvelle-Zélande  | Australie – Irlande | 6 – 15  | Coupe du monde (poule C)         |
| 31 | 16 novembre 2013  | Aviva Stadium, Dublin Irlande         | Irlande – Australie | 15 – 32 | Test                             |
| 32 | 22 novembre 2014  | Aviva Stadium, Dublin Irlande         | Irlande – Australie | 26 – 23 | Test                             |
| 33 | 26 novembre 2016  | Aviva Stadium, Dublin Irlande         | Irlande – Australie | 27 – 24 | Test                             |
| 34 | 9 juin 2018       | Suncorp Stadium, Brisbane Australie   | Australie – Irlande | 18 – 9  | Test                             |
| 35 | 16 juin 2018      | AAMI Park, Melbourne Australie        | Australie – Irlande | 21 – 26 | Test                             |
| 36 | 23 juin 2018      | Allianz Stadium, Sydney Australie     | Australie – Irlande | 16 – 20 | Test                             |
| 37 | 19 novembre 2022  | Aviva Stadium, Dublin Irlande         | Irlande – Australie | 13 – 10 | Test                             |